# Канитель (рассказ)
Канитель — рассказ Антона Павловича Чехова. Написан в 1885 году, впервые опубликован в 1885 году в журнале «Осколки» № 17 от 27 апреля с подписью А. Чехонте.

## Публикации
Рассказ А. П. Чехова «Канитель» написан в 1885 году, впервые опубликован в 1885 году в журнале «Осколки» № 17 от 27 апреля с подписью А. Чехонте, в 1886 году рассказ вошёл в сборник «Пестрые рассказы», включён в собрание сочинений писателя, издаваемое А. Ф. Марксом.

## История
Рассказ написан по воспоминаниям писателя о времени, когда он читал и пел на клиросе церкви Святого Митрофания. Старший брат писателя, Ал. П. Чехов вспоминал: «Антон Павлович на этом клиросе не раз писал бабам на бумажках и на просфорах для проскомидии „о здравии“ и „за упокой“, и это записывание имен для поминовения послужило ему впоследствии темою для его рассказа „Канитель“…».

## Критика
Л. Н. Толстой считал рассказ «Канитель» одним из лучших произведений Чехова.
Критик А. Басаргин в 1900 году, составляя рецензию на второй том сочинений Чехова, издаваемых А. Ф. Марксом отметил рассказы, в которых господствует, как он считал, «безобидный юмор» и «освежающая стихия здорового и бодрого веселья». Среди этих рассказов он отметил рассказ «Канитель»: «Вот уж поистине „канитель“; но канитель совсем „безобидная“ и забавная».
Цензор С. А. Верещагин посчитал рассказ неудобным для чтения в публичных местах, о чём он в 1904 году подал соответствующий рапорт в Главное управление по делам печати: «Рассказ этот предназначен для публичного чтения на общественных концертах. Разрешить рассматриваемый рассказ к исполнению мне представляется неудобным, так как он осмеивает церковные порядки, относясь к православным обрядам без должного уважения, о чём имею честь представить на благоусмотрение вашего превосходительства. Цензор драматических сочинений Верещагин. 13 февраля 1904 г.».

## Персонажи
- Отлукавин, дьячок.
- Старуха, прихожанка церкви.

## Сюжет
Действие рассказа происходит в церкви, где перед службой дьячок Отлукавин стоит на клиросе и пишет листочки «за здравие» и «за упокой» под диктовку стоящей рядом старушки. Старушка зачастила с перечислением рабов божиих, отчего дьячок путается в записях, путается с тем, куда записывать, и старушка. Они спорят, потом дьячок решает: «Я их всех гуртом запишу, а ты неси к отцу дьякону… Пущай дьякон разберёт, кто здесь живой, кто мертвый; он в семинарии обучался, а я этих самых делов… хоть убей, ничего не понимаю».
Старушка соглашается, расплачивается с дьячком и уходит к алтарю.

## Экранизация
Сюжет рассказа использован в телеспектакле МХАТа «Чеховские страницы», режиссёры Николай Александрович, Евгений Радомысленский (1967 год) В ролях: Виктор Сергачёв — дьячок; Анастасия Зуева — старуха.
В 2004 году был снят короткометражный фильм режиссёра Петра Амелина «Канитель»